# Héctor Silva
Héctor Silva (Montevideo, 1 februari 1940 – aldaar, 30 augustus 2015) was een Uruguayaans voetballer, die speelde als aanvaller. Hij overleed op 75-jarige leeftijd.
Silva, bijgenaamd Lito, kwam in eigen land uit voor Danubio en Peñarol. Met die laatste club won hij viermaal de Uruguayaanse landstitel. Hij speelde 29 interlands (zeven doelpunten) voor zijn vaderland Uruguay en nam met de nationale ploeg onder meer deel aan twee WK-eindronden: 1962 (Chili) en 1966 (Engeland).

## Erelijst
Peñarol
- Uruguayaans landskampioen

1964, 1965, 1967, 1968